# Weiler (Waltenhausen)
Weiler ist ein Ortsteil der Gemeinde Waltenhausen im schwäbischen Landkreis Günzburg.

## Lage
Das Kirchdorf liegt ungefähr zwei Kilometer südlich von Waltenhausen auf dem Riedel zwischen den Tälern des Krumbachs und des Weilerbachs. Weiler ist mit 600 Meter ü. NN der am höchsten gelegene Ort im Landkreis Günzburg. Gleichzeitig ist das Dorf auch das am südlichsten gelegene im Landkreis – die Grenze zwischen den Landkreisen Günzburg und Unterallgäu liegt etwa 250 m vom südlichen Ortsrand entfernt.

## Geschichte
Weiler war wie das benachbarte Waltenhausen lange Zeit im Besitz der Fugger, die noch große Wälder auf dem Gebiet der Gemeinde Waltenhausen besitzen. Schon deshalb ist Weiler eng mit Waltenhausen verbunden. Um das Jahr 1805 wurde der Ort bayerisch.
Am 1. Mai 1978 kam die bis dahin selbstständige Gemeinde Weiler im Zuge der Gebietsreform zur Gemeinde Waltenhausen.

## Sehenswürdigkeiten

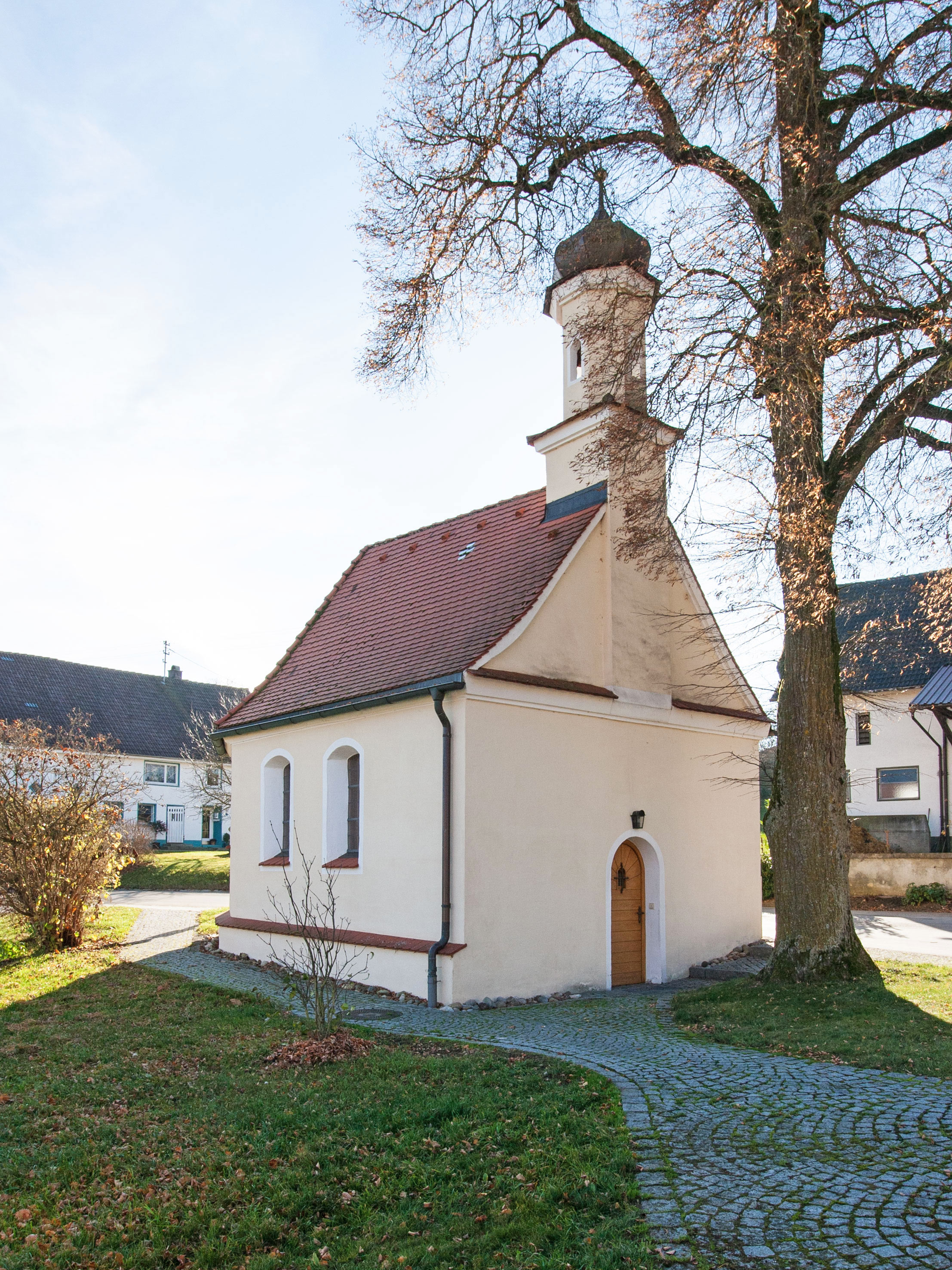
Kapelle St. Franz Xaver von Nordwesten gesehen

- Kapelle St. Franz Xaver, erbaut 1718, mit einem neuromanischen Altar[3]